# Sandvik, Haparanda kommun
Sandvik är en bebyggelse på ön Seskarö i Haparanda kommun. År 2015 avgränsade SCB här en egen småort, efter att tidigare och efter räknats som en del av Seskarö tätort.

## Befolkningsutveckling
| Befolkningsutvecklingen i Sandvik, Haparanda kommun 2015–2015  | Befolkningsutvecklingen i Sandvik, Haparanda kommun 2015–2015 | Befolkningsutvecklingen i Sandvik, Haparanda kommun 2015–2015 | Befolkningsutvecklingen i Sandvik, Haparanda kommun 2015–2015 | Befolkningsutvecklingen i Sandvik, Haparanda kommun 2015–2015 |
| -------------------------------------------------------------- | ------------------------------------------------------------- | ------------------------------------------------------------- | ------------------------------------------------------------- | ------------------------------------------------------------- |
|                                                                |                                                               |                                                               |                                                               |                                                               |
| År                                                             |                                                               |                                                               | Folkmängd                                                     | Areal (ha)                                                    |
| 2015                                                           | 2015                                                          |                                                               | 54                                                            | 24#                                                           |
| Anm.: Ny småort utbruten ur Seskarö tätort 2015. # Som småort. |                                                               |                                                               |                                                               |                                                               |